# Blind-Simultan-Schach
Blind-Simultan-Schach ist eine Kombination von Simultan- und Blindschach.
Ein Blindsimultanspieler spielt gleichzeitig gegen mehrere andere Schachspieler, wobei er die Bretter nicht sehen kann. Er spielt also blind. Die Züge der sehenden Simultangegner werden dem Simultanspieler angesagt. Bei öffentlichen Vorführungen ist der Blindspieler meist ein deutlich stärkerer Schachspieler als seine Simultangegner.

## Geschichte
Der Sarazene Buzzecca spielte im Jahre 1266 im Florentiner Pallazo del Popolo gegen starke Gegner gleichzeitig zwei Partien blind und eine sehend, von denen er zwei gewann und eine remisierte. Erst im 18. Jahrhundert wurde Buzzecca von François-André Danican Philidor übertroffen, der gegen drei Gegner gleichzeitig blind spielte, was damals als sensationell galt.
Im 19. Jahrhundert brachte es der Amerikaner Paul Morphy auf acht solcher Partien gleichzeitig. Auch Louis Paulsen (15 Gegner 1859), Joseph Henry Blackburne und Johannes Hermann Zukertort (16 Gegner 1876) waren für ihre Vorstellungen berühmt. Im 20. Jahrhundert wurde die Zahl immer weiter gesteigert:
Als hervorragende Blindsimultanspieler profilierten sich unter anderem Harry Nelson Pillsbury (22 Gegner 1902), Gyula Breyer (25 Gegner 1921), Richard Réti (29 Gegner 1925), Alexander Aljechin (32 Gegner 1933) und George Koltanowski (34 Gegner 1937). Miguel Najdorf spielte zunächst 1943 gegen 40 Gegner und konnte diesen Rekord 1947 in São Paulo auf 45 Gegner steigern. Najdorf gewann 39 Partien, verlor zwei und spielte viermal remis.
Der Ungar János Flesch behauptete, 1970 sogar gegen 62 Spieler blind gespielt zu haben. Dies wurde aber nicht allgemein anerkannt, zumal die Partien dieser Veranstaltung nicht veröffentlicht wurden. Bereits am 16. Oktober 1960 spielte Flesch in Budapest gegen 52 Gegner blindsimultan (31 Siege, 3 Niederlagen, 18 Remis). Diese Vorstellung wurde in weiten Teilen der Schachliteratur als Weltrekord anerkannt. Die Autoren der aktuellen Monographie zum Thema – Eliot Hearst und John Knott – führen Flesch dagegen nicht als Rekordhalter. Sie weisen unter anderem darauf hin, dass von dieser Veranstaltung nur fünf der 52 Partieaufzeichnungen vorliegen. Außerdem hätten Augenzeugen berichtet, dass viele von Fleschs Simultangegnern die Veranstaltung vorzeitig verließen, und diese Partien dann Flesch als Siege angerechnet wurden. Die Rechercheergebnisse von Hearst und Knott werden von dem Schachhistoriker Edward Winter als maßgeblich angesehen.

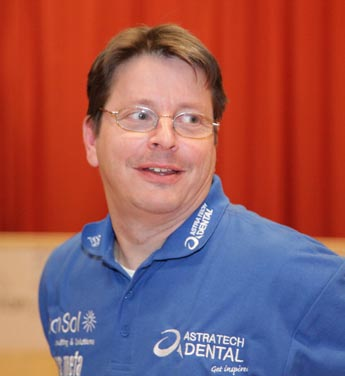
Marc Lang, Sontheim 2011

Der deutsche FIDE-Meister Marc Lang stellte am 26./27. November 2011 in Sontheim an der Brenz einen neuen Weltrekord auf, indem er gegen 46 Gegner antrat, gegen die er 34,5 Punkte erreichte (25 Siege, 19 Remis, 2 Niederlagen). 1040 Züge lang musste er sich merken, wo die anfangs 1472 Figuren auf den 2944 Feldern platziert waren. Zuvor hatte er am 21. November 2009 in Ditzingen gegen 23 Kontrahenten (9 Siege, 2 Niederlagen, 12 Remis) gespielt und sich am 27./28. November 2010 in Sontheim – unter Ansicht eines leeren Schachbrettes auf einem Bildschirm – auf 35 Partien (19 Siege, 13 Remis, 3 Niederlagen) gesteigert.
Bei dieser Art von Weltrekorden ist die Spielstärke der Gegner auf relativ niedrigem Niveau, so spielte Marc Lang gegen Gegner mit durchschnittlich knapp über 1500 DWZ; die Spielstärke von Najdorfs Gegnern war noch geringer. Remis vor dem 15. Zug ist verpönt, sodass auch Langs Remispartien länger waren.
Weitere bekannte Blindsimultanspieler in Deutschland waren Friedrich Sämisch, der zweimalige Pokalsieger Sigmund Wolk, der in den 1950er Jahren in Süddeutschland gegen bis zu 15 Gegner antrat, sowie Großmeister Vlastimil Hort, der in den 1980er Jahren gegen bis zu 20 Gegner spielte.
Beeindruckend sind auch Vorstellungen von Blindsimultanspielen gegen vergleichsweise starke Simultangegner. Harry Nelson Pillsbury trat 1902 in Hannover gegen Teilnehmer des Hauptturniers beim 13. Kongress des Deutschen Schachbundes an und erreichte 8,5 Punkte aus 21 Partien (3 Siege, 7 Niederlagen, 11 Remis). Garri Kasparow spielte am 7. Juni 1985 in Hamburg eine Vorstellung gegen zehn starke Gegner unter einer Zeitkontrolle von eineinhalb Stunden pro 40 Züge, mit einer zusätzlichen halben Stunde für den Blindspieler zum Ausgleich der Zeiteinbuße bei der Zugübermittlung durch Boten. Kasparow gewann 8 Partien, 2 endeten remis.
Robert Hübner spielte 1982 blind gegen sechs Spieler des Hamburger SK aus der 1. Schachbundesliga. Er gewann vier Partien und remisierte zwei. Weiterhin spielte Hübner 1997 blind gegen sechs Spieler aus der Mannschaft SF Köln aus der 2. Schachbundesliga. Er gewann bei diesem Kampf fünf Partien, nur eine Partie endete remis. Zwei Jahre später, am 25. September 1999, gewann er in Berlin gegen die Mannschaft des Zweit-Bundesligisten SC Kreuzberg fünf Partien, drei endeten remis.
Für den Blindsimultanspieler ist entscheidend, dass die einzelnen Partien möglichst früh einen unterschiedlichen Verlauf nehmen, so dass er sie auseinanderhalten kann. Trotzdem bedeutet eine solche Veranstaltung eine enorme geistige Anstrengung. Miguel Najdorf sagte, er habe nach einem Rekordversuch gegen 45 Gegner nächtelang nicht schlafen können und fast den Verstand verloren. Wegen möglicher gesundheitlicher Schäden war in der Sowjetunion das Blindsimultanspiel seit 1930 verboten. Marc Lang berichtete hingegen, dass er nach seinem Europarekord keinerlei Probleme hatte. Er habe „zwei, drei Stunden geschlafen und dann [...] einen ganz normalen Tag“ gehabt.